# Most Wanted (programma televisivo)
Most Wanted è stato un programma televisivo italiano, trasmesso dall'emittente MTV Italia condotto da Alessandro Cattelan.
Fu trasmesso per la prima volta dal 4 ottobre 2004, in diretta dagli studi di Mtv a Milano dalle 16.00 alle 17.00; andò in onda fino al 31 dicembre 2004, per poi prendersi una pausa nella prima settimana di gennaio, e ricominciare il 10 gennaio 2005 sempre in diretta ma dalle 18.00 alle 19.00.
Insieme ad Alessandro Cattelan figuravano diversi opinionisti fissi, tra cui Nadia Baiardi, una cosplayer conosciuta come NadiaSK. Il programma offriva ampio spazio a quei giovani che avevano voglia di dire qualcosa, tramite e-mail, telefono o direttamente dal pubblico presente in studio. Il 21 marzo 2005, in occasione dei Blooming Days della rete, fu trasmessa una puntata speciale in diretta dalle 18.00 alle 20.00 con tutti i volti della rete. L'ultima puntata è andata in onda il 13 maggio 2005.
Non vi furono altre stagioni dello show; la fine di Most Wanted ha posto del tutto fine alla serie di programmi televisivi pomeridiani che avevano un filo diretto con i telespettatori, iniziato 7 anni prima con Select. Nel 2007 tuttavia, alla stessa ora, ha preso vita Our Noise, che poi è diventato l'anno dopo Your Noise, che però non riscuote lo stesso successo dei suoi predecessori di quella fascia oraria.